# Lérmontovo
Lérmontovo - Лермонтово (rus) - és un poble del krai de Krasnodar, a Rússia. Es troba als vessants del Caucas occidental, a la vora esquerra del riu Xapsukho, a 34 km al nord-oest de Tuapsé i a 83 km al sud de Krasnodar.
Pertany al municipi de Tenguinka.